# François Verwilt
François o Frans Verwilt (Rotterdam, 1620 o 1623 – Rotterdam, 8 agosto 1691) è stato un pittore e disegnatore olandese del secolo d'oro.

## Biografia
Fu allievo del padre Adriaan e di Cornelis van Poelenburch a Utrecht. Secondo Immerzeel, ricevette le prime nozioni di pittura paesaggistica da Cornelis Dubois e successivamente si perfezionò sotto la guida del Poelenburch.
Lavorò e visse per la maggior parte della sua vita a Rotterdam, ma si trasferì per alcuni periodi anche in altre città, come Middelburg nel 1643-1644 ed anche nel 1661, dove si associò alla locale Corporazione di San Luca, Vlissingen nel 1653, Veere nel 1667, dove entrò a far parte della locale Sint-Lucasgilde.
A partire dal 1670 e fino alla morte rimase nella sua città natale. Appartenne alla Fratellanza rimostrante, un gruppo di olandesi protestanti, che si discostarono da Calvino e seguirono le idee di Jacob Arminio.
Frans Verwilt fu un pittore eclettico, si dedicò infatti a diversi tipi di pittura: pittura di genere, pittura paesaggistica, in particolare di paesaggi italiani in gran parte molto chiari e con rovine architettoniche, rappresentò soggetti storici, mitologici, eseguì ritratti, nature morte, in particolare di oggetti di uso quotidiano in case di campagna e di frutta.
Verwilt può essere considerato un seguace di Cornelis van Poelenburch, per la somiglianza delle figure, inserite nei suoi paesaggi, con quelle del maestro. Secondo Golahny, quest'artista, come pure Warnard van Rysen, fu un vero e proprio seguace perché imitò non solo i paesaggi del Poelenburch e le relative figure, ma anche i suoi dipinti di soggetti religiosi. Inoltre anche i soggetti storici rappresentati da Verwilt (vedi Betsabea), anche se le figure sono meno perfettamente compiute, presentano notevoli somiglianze con quelle del maestro.
Furono suoi allievi Cornelis Cingelaar e Pieter Hovius.

## Opere
- Ritratto del figlio del tenente ammiraglio Aart van Nes all'età di 7 o 8 anni, olio su tela, 114 x 92,5 cm, 1669, Rijksmuseum, Amsterdam, firmato F Verwilt 1669[5][6]
- Uomo con cane che balla, olio su tavola, 26,4 x 22,3 cm, 1640-1660, Rijksmuseum, Amsterdam[7]
- Betsabea[3]